# Bonam
Bonam est une commune rurale située dans le département de Boulsa de la province du Namentenga dans la région Centre-Nord au Burkina Faso. 

## Géographie
Bonam est situé à 18 km au nord de Boulsa, le chef-lieu du département et de la province. La commune est traversée par la route nationale 15 qui relie Boulsa à Kaya.

## Histoire
L'ancien ministre de l'Agriculture Laurent Sédégo est originaire de Bonam.

## Économie
L'agriculture maraîchère et vivrière (riz, arachide, manioc, papaye, maïs et banane), rendues possibles grâce à l'irrigation par l'eau du lac de retenue du barrage de Bonam, prend une place très importante dans l'économie de la localité.

## Éducation et santé
Bonam accueille un centre de santé et de promotion sociale (CSPS) tandis que le centre de médical avec antenne chirurgicale (CMA) de la province se trouve à Boulsa.
Le village possède deux écoles publiques primaires (dans le bourg et à Samandin), l'un des collèges d'enseignement général (CEG) du département et depuis quelques années un lycée agricole.